# Henri Harpignies

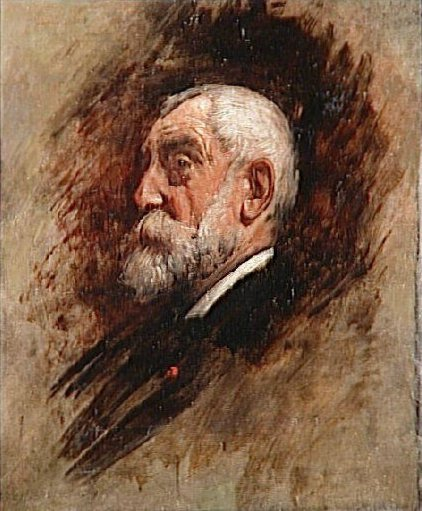
Portret Henriego Harpigniesa autorstwa Leona Bonnata

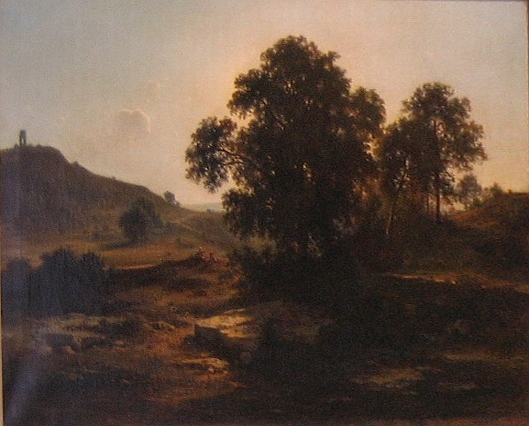
Pejzaż, 1891, Lille

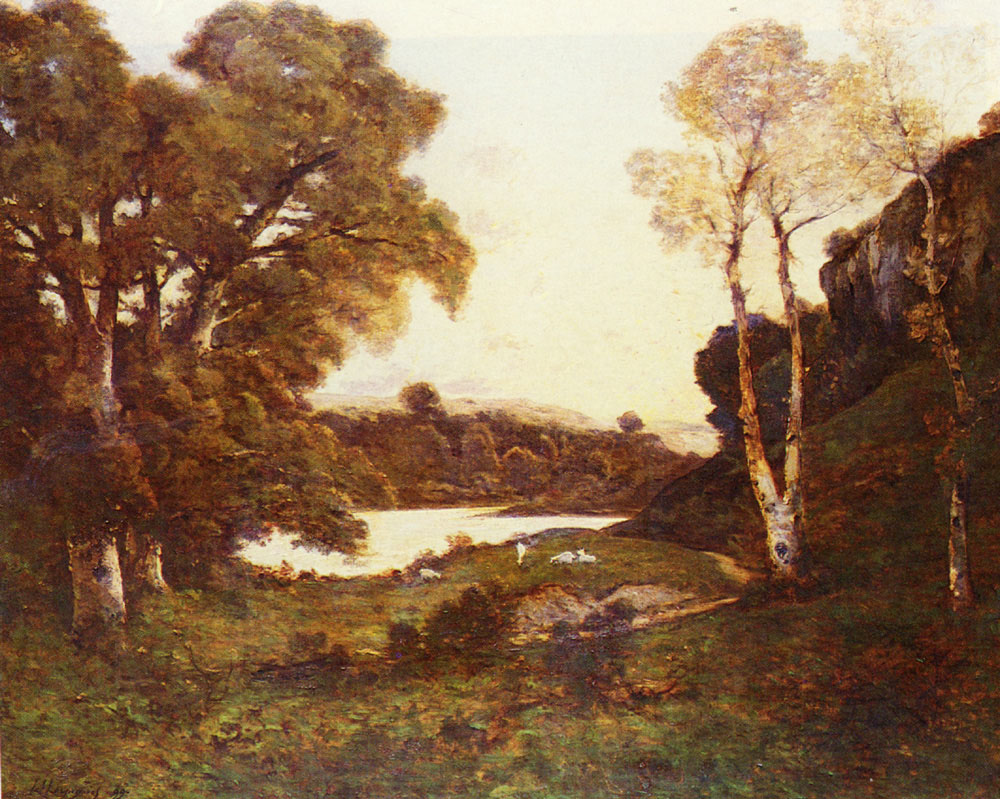
Kozy pasące się nad jeziorem At Sunset, 1899

Henri-Joseph Harpignies (ur. 28 czerwca 1819 w Valenciennes, zm. 28 sierpnia 1916 w Saint-Privé) – francuski malarz i grafik związany ze barbizończykami.
Urodził się w zamożnej rodzinie mieszczańskiej, gdy zdecydował się na karierę artystyczną został odtrącony przez bliskich i poszedł na piechotę do Paryża, by realizować swoje plany życiowe. Początkowo pracował jako nauczyciel rysunku, uczył się w paryskim atelier malarza Jeana Acharda, gdzie rozwijał swoje umiejętności rysunkowe. Po powrocie z podróży do Włoch zaprzyjaźnił się z Jeanem Corotem i zainteresował twórczością barbizończyków. Pierwsze duży sukces Harpignies odniósł późno, bo dopiero w 1861 w paryskim Salonie zauważono jego obraz Lisière de bois sur les bords de l'Allier. Od tego roku artysta systematycznie wystawiał w Paryżu, kilkakrotnie otrzymując medale. W 1878 przeniósł się na stałe do Auxerre, gdzie dożył późnej starości. W 1911 otrzymał Krzyż Wielki Legii Honorowej.
Henri Harpignies tworzył przede wszystkim pejzaże posługując się techniką olejną i akwarelą. Malował widoki Burbonii, Nivernais i Owernii. Wykonał też w 1870 malowidła dekoracyjne w gmachu Opéry Garnier. Był utalentowanym grafikiem i grał na wiolonczeli. Jego prace są licznie prezentowane w galeriach europejskich i amerykańskich, m.in. w Musée d’Orsay i Metropolitan Museum of Art w Nowym Jorku.

## Prace
- Soir sur les bords de la Loire, 1861,
- Les Corbeaux, 1865,
- Le Soir, 1866,
- Le Saut-du-Loup, 1873,
- La Loire, 1882,
- Vue de Saint-Privé, 1883.